# Palavas-les-Flots
Palavas-les-Flots är en kommun i departementet Hérault i regionen Occitanien i södra Frankrike. Kommunen ligger i kantonen Lattes som tillhör arrondissementet Montpellier. År 2022 hade Palavas-les-Flots 6 007 invånare.

## Befolkningsutveckling
Antalet invånare i kommunen Palavas-les-Flots
Referens:INSEE